# Осланцювання
Осланцювання (рос. осланцевание, англ. stone dusting, rock dusting; нім. Gesteinsstaubstreuung f, Bestaubung f, Einstauben n, Gesteinsstaubverfahren n) — штучне озолення вибухонебезпечного пилу, що осідає в підземних гірничих виробках, шляхом додання до нього інертного (негорючого) пилу; Осланцювання — один з видів пиловибухозахисту.
Осланцювання здійснюється в сухих гірничих виробках і у виробках з т-рою бокових порід нижче 0 °С, де застосування пилогідровибухозахисту недоцільне або неможливе. Виготовляють інертний пил шляхом помелу сланцю або вапняку (доломіту). Він містить не більше 1 % горючих речовин і не більше за 10 % вільного кремнезему. Інертний пил, як більш в'язкий, утруднює перехід пилової суміші в аерозольний стан, а піднятий у повітря поглинає знач. частину тепла і знижує т-ру полум'я або теплової хвилі. Контроль ступеня О. (якості О.) здійснюється щодобово візуально, а також не рідше одного разу на квартал шляхом відбору та аналізу контрольних проб пилу в осланцьованій виробці.